# Svaté Pole (Horažďovice)
Svaté Pole je malá vesnice, část města Horažďovice v okrese Klatovy v Plzeňském kraji. Nachází se asi dva kilometry jihovýchodně od Horažďovic. Svaté Pole leží v katastrálním území Svaté Pole u Horažďovic o rozloze 1,18 km². V katastrálním území leží i přírodní památka Svaté Pole.
Na východ od obce se nachází přírodní památka Svaté Pole, kde roste ve velkém vstavač kukačka (Orchis morio). Na severovýchod se pak nachází kaple svaté Anny a přímo pod kaplí vyvěrá léčivý pramen. Dále na sever je pak místo, kde zemřel Rudolf Habsburský a kde je dnes malý pomník této události.

## Historie
První písemná zmínka o vesnici pochází z roku 1442.

## Obyvatelstvo
| Rok            | 1869 | 1880 | 1890 | 1900 | 1910 | 1921 | 1930 | 1950 | 1961 | 1970 | 1980 | 1991 | 2001 | 2011 | 2021 |
| -------------- | ---- | ---- | ---- | ---- | ---- | ---- | ---- | ---- | ---- | ---- | ---- | ---- | ---- | ---- | ---- |
| Počet obyvatel | 114  | 99   | 98   | 94   | 89   | 90   | 86   | 72   | 75   | 79   | 77   | 67   | 67   | 54   | 50   |
| Počet domů     | 14   | 15   | 15   | 16   | 16   | 17   | 18   | 18   | 18   | 20   | 22   | 23   | 23   | 24   | 24   |

## Obecní správa
Při sčítání lidu v letech 1850–1920 Svaté Pole bylo osadou obce Veřechov v okrese Strakonice. V letech 1921–1959 bylo samostatnou obcí, se kterým patřilo nejprve do okresu Strakonice, ale v roce 1950 v okrese Horažďovice. Od roku 1960 je částí města Horažďovice v okrese Klatovy.

## Pamětihodnosti
- Návesní kaple
- Usedlost čp. 5

## Další fotografie

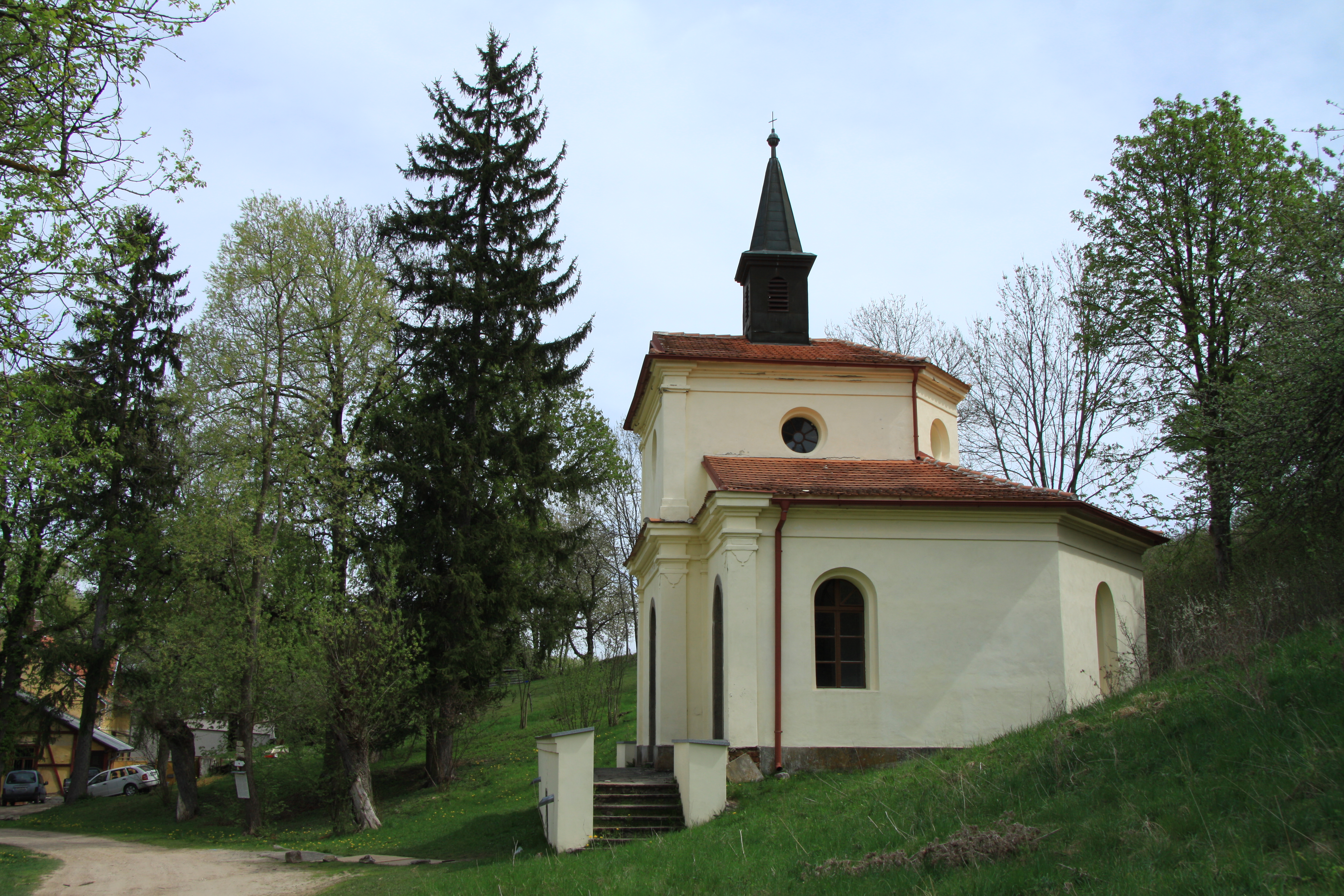
Kaple svaté Anny
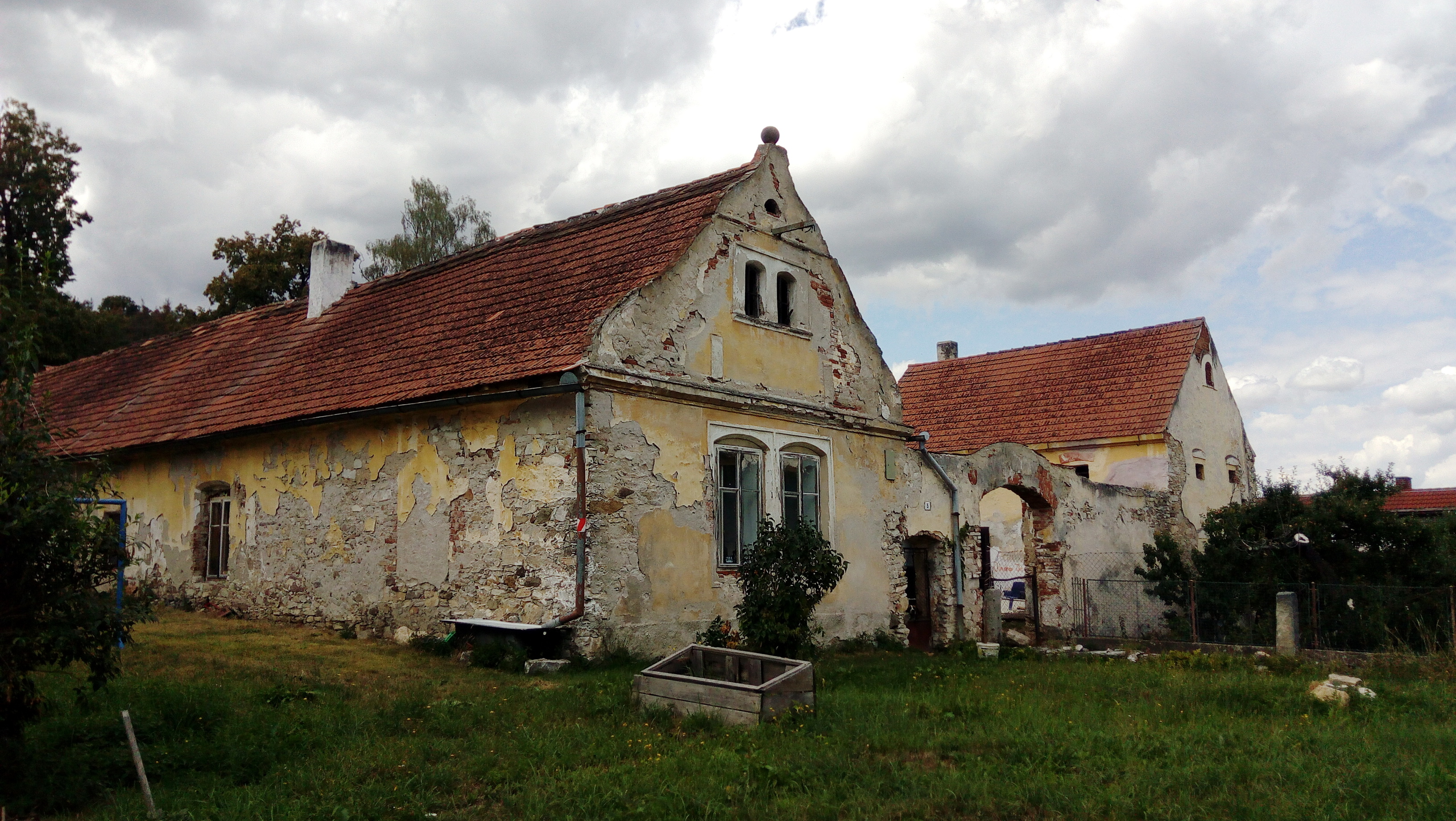
Usedlost čp. 5
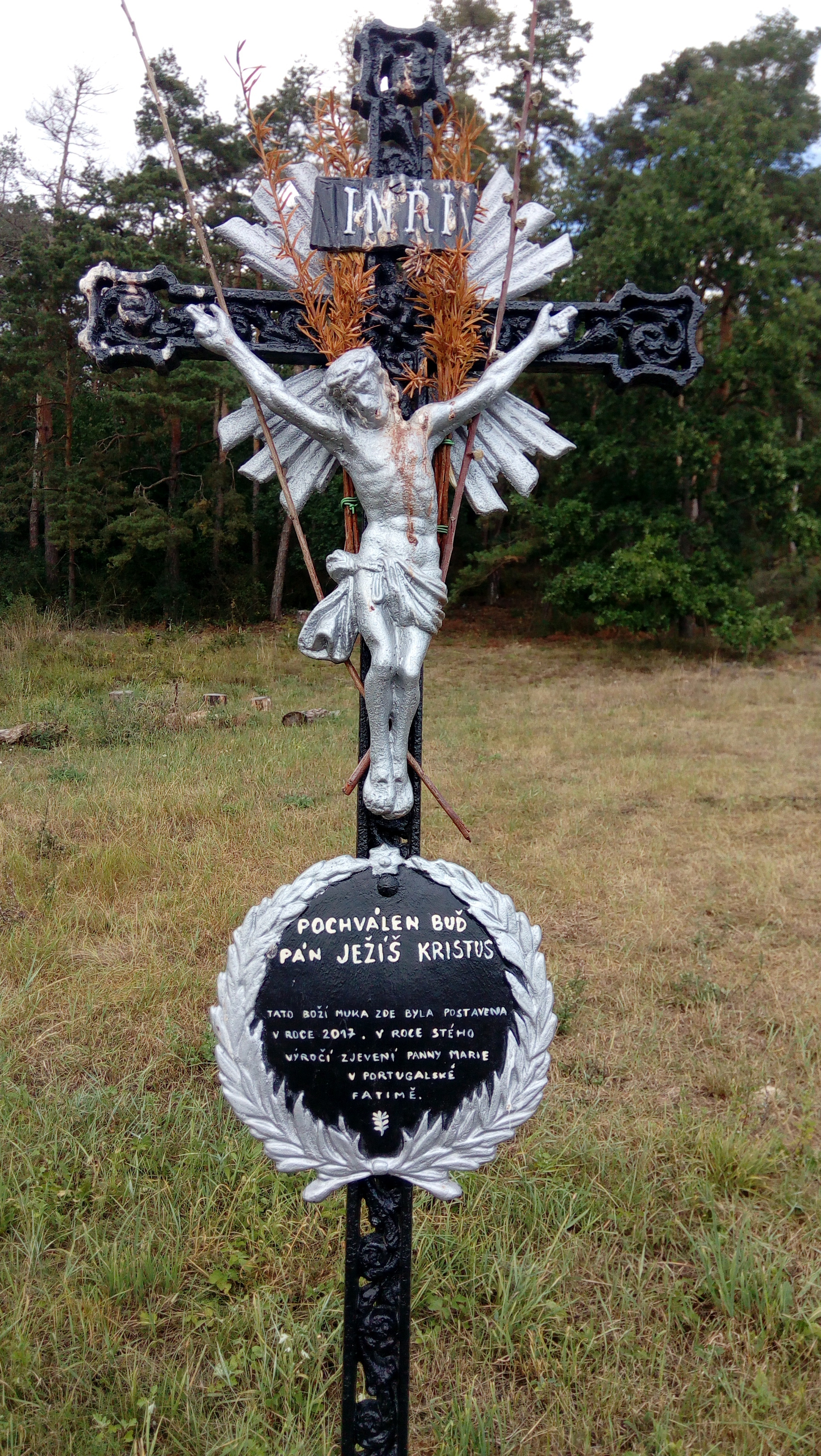
Křížek jihozápadně od vsi
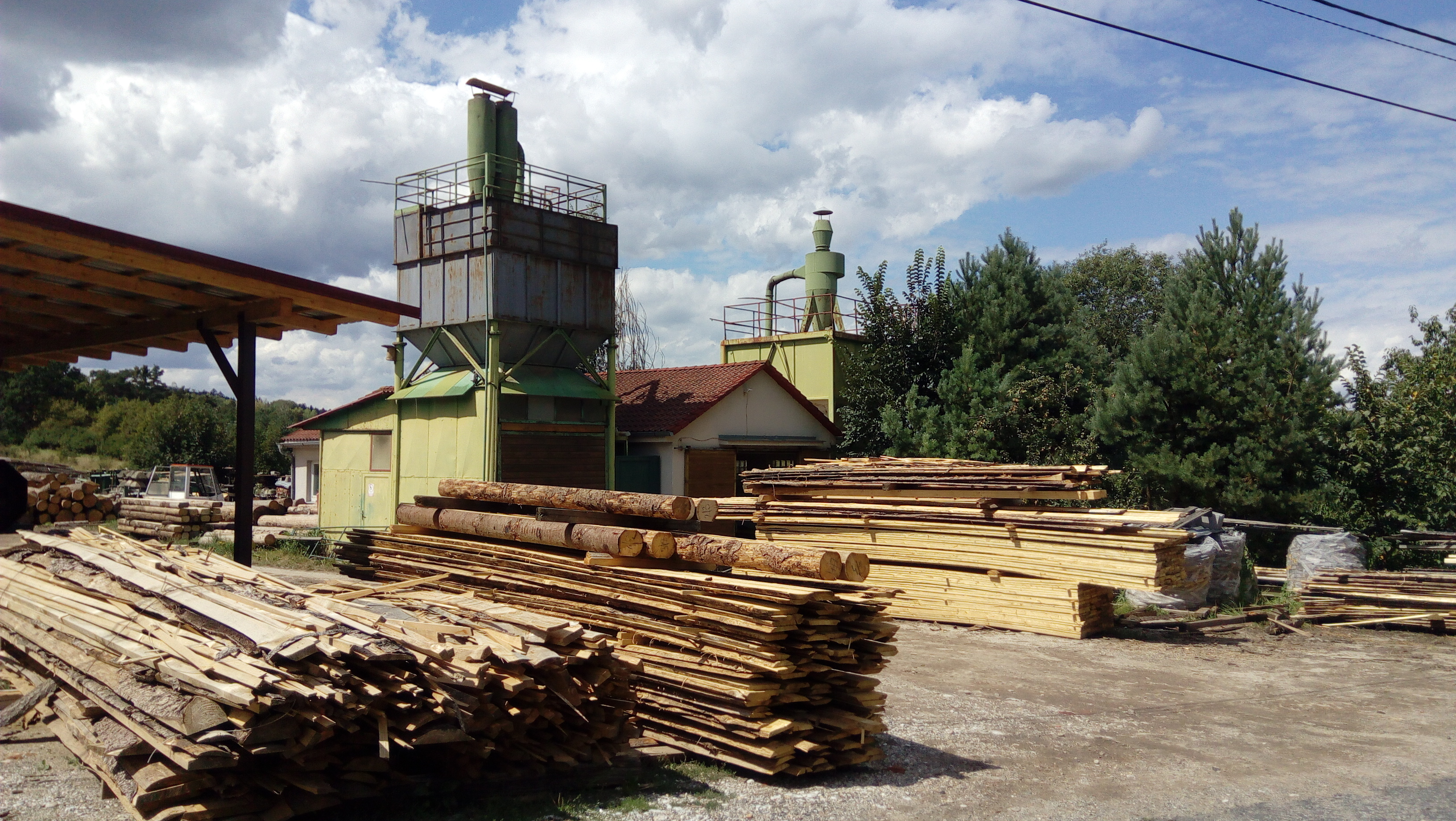
Místní pila
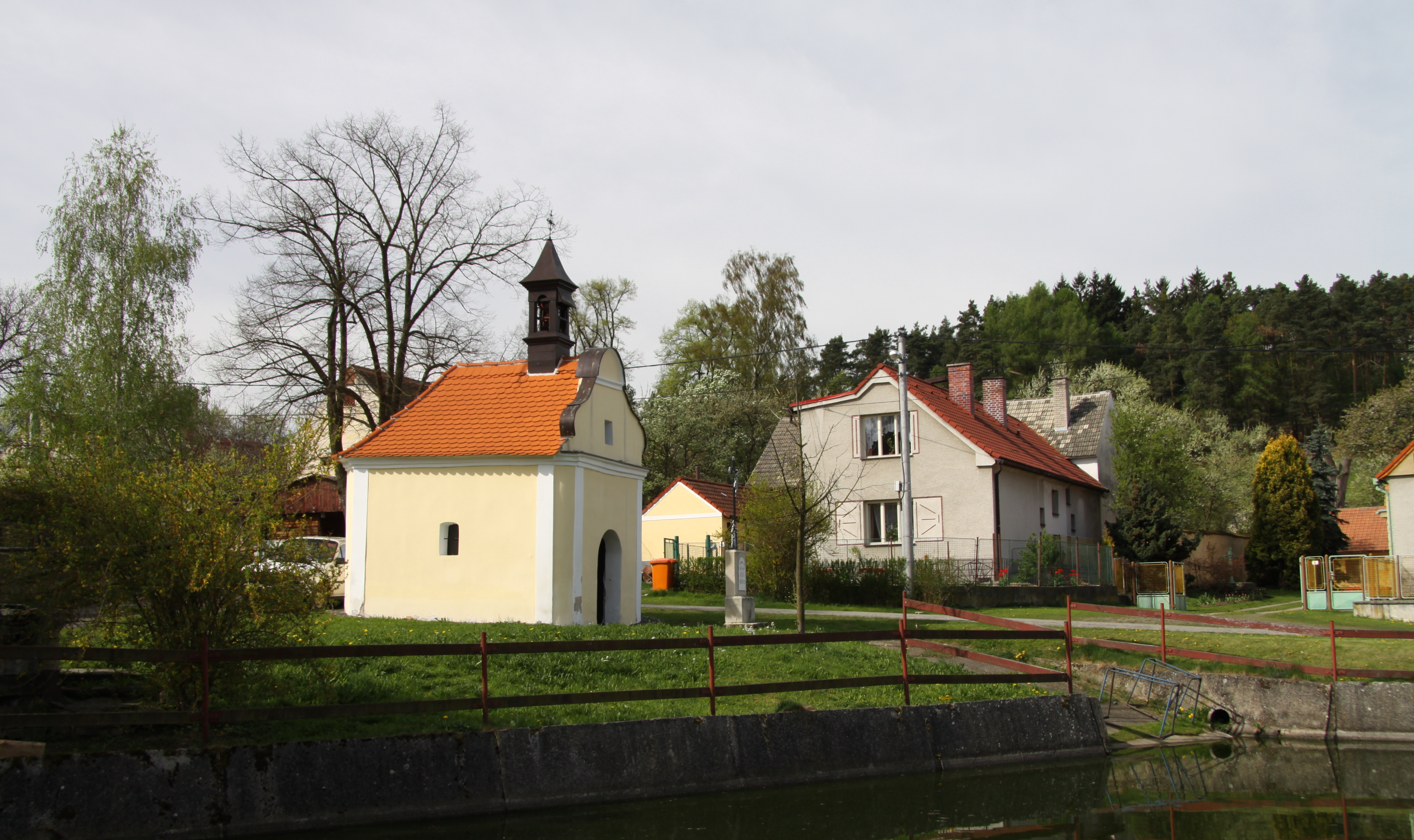
Náves s kaplí